# Martin Werhand
Martin Werhand (Neuwied, 13 maggio 1968) è un editore, scrittore e poeta tedesco.

## Biografia
Figlio del fabbro Klaus Rudolf Werhand, dopo aver ottenuto l'Abitur nel 1988 a Werner-Heisenberg-Palestra a Neuwied, ha studiato lingua e letteratura tedesca dal 1992 al 1997 (uno dei suoi docenti fu Günter Blamberger), lingua e letteratura inglese (con Ansgar Nünning) e teatro, film e media (con Renate Möhrmann) all'Università di Colonia. Mentre ancora studiava, nel 1997 decise di fondare la casa editrice indipendente Martin Werhand Verlag a Melsbach. Come editore ed editore ha curato le opere di numerosi giovani autori della collana antologica Junge Lyrik tra il 1999 e il 2002. A partire dal primo libro della serie seguito da Junge Lyrik II e Junge Lyrik III, numerose letture hanno avuto luogo in Renania-Palatinato e Renania Settentrionale-Vestfalia. Nel 2006 ha pubblicato l'antologia in versi Die Jahreszeiten der Liebe. Dal 2014 Werhand pubblica oltre alle antologie anche diverse collane di libri di poesia. Nel 2016 la Martin Werhand Verlag ha presentato alcune nuove serie di libri alla Fiera del libro di Francoforte come 50 zeitlose Gedichte o 50 Gedichte.
Martin Werhand vive e lavora a Melsbach, Renania-Palatinato.

## Progetti di poesia (selezione)
Dal 1999 Martin Werhand ha realizzato come editore, editore e autore insieme a istituzioni, librerie e altri editori numerosi progetti di poesia, ad esempio durante la Giornata mondiale del libro e del diritto d'autore del 23 aprile 2003 a Münster insieme alla Thalia Holding, dove si è presentato come editore del libro e anche come autore insieme ad altri sei poeti, tra i quali Florian Cieslik, Patric Hemgesberg e Thomas Bruns. Anche nel 2006, insieme al Bremer Straßenbahn AG sotto la direzione del Dr. Joachim Tuz, ha organizzato il progetto Poesie Bewegt ("movimenti poetici") con molti autori della Martin Werhand Verlag. Lo stesso Werhand ha contribuito come autore.

## Pubblicazioni (selezione)

### Libri come redattore
| - Traumfahrt: 50 zeitlose Gedichte, Achim von Akerman 2016, ISBN 978-3-943910-70-4. - Graunebel: 50 zeitlose Gedichte, Max Geißler 2016, ISBN 978-3-943910-71-1. - Totentanz: 50 zeitlose Gedichte, Franz Werfel 2016, ISBN 978-3-943910-72-8. - Schneewinter: 50 zeitlose Gedichte, Stefan Zweig 2016, ISBN 978-3-943910-73-5. - Grabgang: 50 zeitlose Gedichte, Frida Schanz 2016, ISBN 978-3-943910-74-2. - Traumgesicht: 50 zeitlose Gedichte, Albrecht Haushofer 2016, ISBN 978-3-943910-75-9. - Wegwarte: 50 zeitlose Gedichte, Isolde Kurz 2016, ISBN 978-3-943910-85-8. - Tagesanbruch: 50 zeitlose Gedichte, Gustav Falke 2017, ISBN 978-3-943910-80-3. - Geistesflug: 50 zeitlose Gedichte, Martin Greif 2017, ISBN 978-3-943910-78-0. - Abendstille: 50 zeitlose Gedichte, Frieda Jung 2017, ISBN 978-3-943910-84-1. - Bachgeleite: 50 zeitlose Gedichte, Karl Mayer 2017, ISBN 978-3-943910-93-3. - Himmelsnähe: 50 zeitlose Gedichte, Conrad Ferdinand Meyer 2017, ISBN 978-3-943910-95-7. - Glockenklang: 50 zeitlose Gedichte, Wilhelm Raabe 2017, ISBN 978-3-943910-87-2. - Weltherbst: 50 zeitlose Gedichte, Siegbert Stehmann 2017, ISBN 978-3-943910-88-9. - Streikbrecher: 50 zeitlose Gedichte, Paul Zech 2017, ISBN 978-3-943910-91-9. - Herbstbild: 50 zeitlose Gedichte, Johanna Ambrosius ISBN 978-3-943910-76-6. - Sommermorgen: 50 zeitlose Gedichte, Marie von Ebner-Eschenbach 2017, ISBN 978-3-943910-79-7. - Waldeinsamkeit: 50 zeitlose Gedichte, Heinrich Heine 2017, ISBN 978-3-943910-81-0. - Perlenfischer: 50 zeitlose Gedichte, Carl Sternheim 2017, ISBN 978-3-943910-89-6. - Morgane: 50 zeitlose Gedichte, Theodor Storm 2017, ISBN 978-3-943910-90-2. - Traumgewölk: 50 zeitlose Gedichte, Albin Zollinger 2017, ISBN 978-3-943910-92-6. - Heimatklänge: 50 zeitlose Gedichte, Stine Andresen 2018, ISBN 978-3-943910-94-0. - Herbstpark: 50 zeitlose Gedichte, Paul Boldt 2018, ISBN 978-3-96175-009-2. - Eiskönigin: 50 zeitlose Gedichte, Max Bruns 2018, ISBN 978-3-96175-011-5. - Bergschloß: 50 zeitlose Gedichte, Johann Wolfgang Goethe 2018, ISBN 978-3-96175-040-5. - Geistergruß: 50 zeitlose Gedichte, Gottfried Keller 2018, ISBN 978-3-96175-040-5. - Waldsage: 50 zeitlose Gedichte, Karl Ernst Knodt 2018, ISBN 978-3-96175-060-3. - Sinnenrausch: 50 zeitlose Gedichte, Else Lasker-Schüler 2018, ISBN 978-3-96175-067-2. - Abendgang: 50 zeitlose Gedichte, Detlev von Liliencron 2018, ISBN 978-3-96175-071-9. - Traumburg: 50 zeitlose Gedichte, Oskar Loerke 2018, ISBN 978-3-96175-073-3. - Götterwink: 50 zeitlose Gedichte, Eduard Mörike 2018, ISBN 978-3-96175-079-5. - Vorfrühling: 50 zeitlose Gedichte, Rainer Maria Rilke 2018, ISBN 978-3-96175-085-6. - Welträtsel: 50 zeitlose Gedichte, Georg Ruseler 2018, ISBN 978-3-943910-97-1. - Schöpfung: 50 zeitlose Gedichte, Hans Schiebelhuth 2018, ISBN 978-3-943910-96-4. - Bergnebel: 50 zeitlose Gedichte, Gustav Schüler 2018, ISBN 978-3-96175-099-3. - Herbstnebel: 50 zeitlose Gedichte, Wilhelmine Gräfin Wickenburg-Almásy 2018, ISBN 978-3-96175-116-7. - Abendlied: 50 zeitlose Gedichte, Otto Julius Bierbaum 2018, ISBN 978-3-96175-007-8. - Zauberblick: 50 zeitlose Gedichte, Joseph von Eichendorff 2018, ISBN 978-3-96175-025-2. - Aufblick: 50 zeitlose Gedichte, Anton Wildgans 2019, ISBN 978-3-96175-117-4. - Dünenhaus: 50 zeitlose Gedichte, Stefan George 2019, ISBN 978-3-96175-039-9. - Weihestunde: 50 zeitlose Gedichte, Carl Spitteler 2019, ISBN 978-3-96175-102-0. - Nebelbild: 50 zeitlose Gedichte, Paul Heyse 2019, ISBN 978-3-96175-052-8. - Wanderlied: 50 zeitlose Gedichte, Rudolf Baumbach 2019, ISBN 978-3-96175-005-4. - Waldasyl: 50 zeitlose Gedichte, Robert Hamerling 2019, ISBN 978-3-96175-123-5. - Heidenglaube: 50 zeitlose Gedichte, Edgar Kurz 2019, ISBN 978-3-96175-122-8. - Weltseele: 50 zeitlose Gedichte, Adolf Vögtlin 2019, ISBN 978-3-96175-112-9. | - Junge Lyrik – 50 Dichterinnen und Dichter 1999, ISBN 3-9806390-1-0. (Co-author) Anche seconda edizione riveduta 2000 - Junge Lyrik II – 50 Dichterinnen und Dichter 2000, ISBN 3-9806390-0-2. - Junge Lyrik III – 50 Dichterinnen und Dichter 2002, ISBN 3-9806390-3-7. (Co-author) Anche seconda edizione riveduta 2003 - Die Jahreszeiten der Liebe – 36 Dichterinnen und Dichter 2006, ISBN 3-9806390-4-5. (Co-author) - Zauberwelten: 100 Gedichte, Meinolf Finke, 2014, ISBN 978-3-943910-03-2. - Quintessenz: 100 Gedichte, Thorsten Libotte, 2014, ISBN 978-3-943910-00-1. - Mitbürger: 100 Gedichte, Thorsten Libotte 2014, ISBN 978-3-943910-01-8. - Mitschrift: 100 Gedichte, Thomas Wensing, 2014, ISBN 978-3-943910-06-3. - Anthrophobia: 100 Gedichte, Werner Moskopp 2014, ISBN 978-3-943910-09-4. - Gesterntränen: 100 Gedichte, Tobias Seitz 2014, ISBN 978-3-943910-12-4. - Krsna-Bewusstsein: Aphorismen, Werner Moskopp 2015, ISBN 978-3-943910-10-0. - Sozialisolation: 100 Gedichte, Frank Findeiß, 2015, ISBN 978-3-943910-16-2. - Zwischenspiel: Kurzgeschichten, Thomas Wensing 2015, ISBN 978-3-943910-07-0. - Nebeltag: 100 Gedichte, Uwe Martens 2015, ISBN 978-3-943910-14-8. - Zapping: 250 Gedichte, Thorsten Libotte 2015, ISBN 978-3-943910-02-5. - Sonnenhonig: 100 Gedichte, Ann Catrin Apstein-Müller, 2015, ISBN 978-3-943910-20-9. - Lichtgestöber: 100 Sonette, Meinolf Finke 2015, ISBN 978-3-943910-04-9. - Großstadtsommer: 100 Gedichte, Christian Jahl 2015, ISBN 978-3-943910-13-1. - Sternenstaub: 50 Gedichte, Thomas Bruns 2015, ISBN 978-3-943910-21-6. - Blutonium: 100 Gedichte, Frank Findeiß 2016, ISBN 978-3-943910-22-3. - Sandtropfen: 50 Gedichte, Vera Ludwig 2016, ISBN 978-3-943910-25-4. - Herbstspaziergang: 100 Gedichte, Christian Brune-Sieren 2016, ISBN 978-3-943910-26-1. - Degravitation: 50 Gedichte in Deutsch - 50 Poems in English, Ann Catrin Apstein-Müller 2016, ISBN 978-3-943910-23-0. - Morgenröte: 100 Gedichte, Thomas Bruns 2016, ISBN 978-3-943910-32-2. - Meditation: 50 Gedichte, Christof Schadt 2016, ISBN 978-3-943910-30-8. - Feuertanz: 50 Gedichte, Cindy Vogel 2016, ISBN 978-3-943910-38-4. - Zeitungsstand: 50 Gedichte, Christian Jahl 2016, ISBN 978-3-943910-28-5. - Horizont: 100 Gedichte, Vera Ludwig 2016, ISBN 978-3-943910-31-5. - Der letzte Tanz: Krimi-Kurzgeschichten, Renate Freund 2016, ISBN 978-3-943910-29-2. - Wintersonne: 50 Sonette, Meinolf Finke 2016, ISBN 978-3-943910-34-6. - Albtrauma: 50 Gedichte, Frank Findeiß 2017, ISBN 978-3-943910-43-8. - Weltwelke: 50 Gedichte, Uwe Martens 2017, ISBN 978-3-943910-42-1. - Himmelreich: 50 Sonette, Renate Freund 2017, ISBN 978-3-943910-65-0. - Goldregenzeit: 50 Sonette, Meinolf Finke 2017, ISBN 978-3-943910-59-9. - Sinnpuppe: 50 Gedichte, Renate Freund 2018, ISBN 978-3-943910-58-2. - Marzipanhaut: 50 Gedichte, Evelyne A. Adenauer ISBN 978-3-943910-77-3. - Glassymphonien: 50 Sonette, Renate Freund 2018, ISBN 978-3-943910-61-2. - Kassiber: 50 Gedichte, Frank Findeiß 2018, ISBN 978-3-943910-62-9. - Sonnenähren: 100 Sonette, Renate Freund 2018, ISBN 978-3-943910-64-3. - Zauberbuch: 150 Gedichte, Thomas Bruns 2019, ISBN 978-3-943910-46-9. - Lichthoffnung: 50 Sonette, Renate Freund 2019, ISBN 978-3-943910-49-0. - Herbsttag: 50 Gedichte, Thomas Wensing, 2019, ISBN 978-3-943910-69-8. - Winterruhe: 100 Gedichte, Renate Freund 2019, ISBN 978-3-943910-48-3. - Alphasucht: 50 Gedichte, Frank Findeiß 2019, ISBN 978-3-943910-66-7. - Dorfidylle: 250 Gedichte, Renate Freund 2019, ISBN 978-3-943910-47-6. - Blütenlese: 250 Gedichte, Meinolf Finke, 2019, ISBN 978-3-943910-37-7. |

### Letteratura (selezione)
- ISBN internazionale degli editori: 26ª edizione della Directory internazionale degli editori con indice ISBN e 20ª edizione della Directory internazionale degli editori ISBN. Sezione geografica: R-Z, Band 2, Agenzia internazionale ISBN KG Saur Verlag, 1999, pag. 654
- La construcción del "yo" femenino en la literatura, Biruté Ciplijauskaité, Universidad de Cádiz, Servicio de Publicaciones, 2004 - pag. 437
- Non così semplice come il bianco e nero: cultura e storia afro-tedesca, 1890-2000, Patricia M. Mazón, Reinhild Steingröver (a cura di), Boydell & Brewer, Patricia M. Mazón, Reinhild Steingröver - 2005 pag. 231
- Stephan Koranyi (A cura di): Gedichte zur Weihnacht, Reclam Verlag, 2009, pag. 235, 241, 245
- Ina Nefzer (a cura di): Gedichte wie Schmetterlinge, Thienemann Verlag, 2010, pag. 124-127
- Wie viel Tod verträgt das Team?: Belastungs- und Schutzfaktoren in Hospizarbeit und Palliativmedizin, David Pfister, Monika Müller (a cura di), Vandenhoeck & Ruprecht, 2014, pag. 59
- Dietrich Bode (a cura di): Italien. Eine Reise a Gedichten, Reclam Verlag, 2016, pag. 125
- Annette Riedel, Anne-Christin Linde (Editors): Ethische Reflexion in der Pflege: Konzepte – Werte – Phänomene. Axel Springer (azienda), 2018, pag. 134